# Vicepresident de l'Uruguai

Escut oficial de l'Uruguai.

El Vicepresident de la República Oriental de l'Uruguai és qui exerceix el càrrec de President de la República en cas d'absència d'aquest. Exerceix, mentre el president es trobi en les seves funcions, la presidència de la Cambra de Senadors i de l'Assemblea General. President i vicepresident són elegits per elecció popular directa. S'elegeixen en una mateixa candidatura presentada pel respectiu partit polític. En cas que cap candidatura no obtingui la majoria absoluta dels vots, es procedeix a una segona volta entre les dues primeres majories. En l'esmentada votació resulta guanyadora la candidatura que obtingui la majoria absoluta dels vots.

## Història
El càrrec de Vicepresident de la República va ser instaurat en la Constitució de 1934, ratificada mitjançant plebiscit el 19 d'abril d'aquell any. Anteriorment, en cas de vacant del president de la República, assumia el President del Senat.
El text establia que: «El ppresident i el vicepresident de la República seran elegits conjuntament i directament pel poble, a majoria simple de votants, mitjançant el sistema del doble vot simultani i sense que en cap cas pugui efectuar-se l'acumulació per sublemes». No obstant això, una disposició transitòria establia que per al període comprès entre 1934 al 1938 serien president i vicepresident de la República els ciutadans elegits per la III Convenció Nacional Constituent, cosa que va permetre al llavors dictador, Gabriel Terra Leivas, mantenir-se en el poder per quatre anys més, encara que de manera inconstitucional. D'aquesta forma, el primer vicepresident que va tenir la República, César Charlone, va ser elegit mitjançant aquest procediment.
Després de la sortida de Terra del poder i l'arribada d'Alfredo Baldomir Ferrari, un nou text constitucional va ser redactat i aprovat per la ciutadania el 29 de novembre de 1942, el mateix dia en què es van realitzar les eleccions nacionals per elegir el president i vicepresident de la República. Aquesta nova constitució mantenia el càrrec de vicepresident sense modificacions.
La Constitució de 1952 establia un sistema executiu col·legiat, el Consell Nacional de Govern, el qual estava integrat per 9 consellers electes a forma directa per 4 anys, sense reelecció immediata. Al lema més votat li corresponien 6 consellers i 3 al que el seguia. El President del Consell es designava rotativament en forma anual entre els membres del lema més votat i per ordre de la seva ubicació en la llista en forma decreixent. D'aquesta manera s'eliminava novament la figura del Vicepresident de la República.
El 1967, s'aprova un nou text constitucional, proposat el 27 de novembre de 1966. El mateix elimina el Consell Nacional de Govern i reprèn el sistema presidencial, tot i mantenir també la figura del vicepresident. Aquest text, lleugerment modificat és el que continua vigent a l'Uruguai fins a l'actualitat.
Durant la dictadura de 1973-1985 no hi va haver vicepresident.
Cal destacar que, quan el vicepresident assumeix transitòriament la presidència de la República per absència o incapacitat del titular, al seu torn la Vicepresidència és transitòriament ocupada per aquell Senador de la llista més votada del mateix partit a què pertanyen el president i vicepresident, que el segueixi en ordre de titularitat, i així successivament. És per això que s'han vist desfilar per la presidència de l'Assemblea General a nombrosos senadors: Walter Santoro, Luis Bernardo Pozzolo, Eleuterio Fernández Huidobro, etcètera.

## Llista de vicepresidents de l'Uruguai
| Període   | Nom                                    | Partit          |
| --------- | -------------------------------------- | --------------- |
| 1934-1938 | César Charlone                         | Colorado        |
| 1938-1943 | Alfredo Navarro                        | Colorado        |
| 1943-1947 | Alberto Guani                          | Colorado        |
| 1947      | Luis Batlle Berres                     | Colorado        |
| 1947-1951 | Alfeo Brum                             | Colorado        |
| 1951-1952 | Alfeo Brum                             | Colorado        |
| 1952-1967 | Col·legiat - Sense vicepresident       |                 |
| 1967      | Jorge Pacheco Areco                    | Colorado        |
| 1967-1972 | Alberto Abdala                         | Colorado        |
| 1972-1973 | Jorge Sapelli                          | Colorado        |
| 1973-1985 | Dictadura militar, sense vicepresident |                 |
| 1985-1990 | Enrique Tarigo                         | Colorado        |
| 1990-1995 | Gonzalo Aguirre                        | Nacional        |
| 1995-1998 | Hugo Batalla                           | Colorado        |
| 1998-2000 | Hugo Fernández Faingold                | Colorado        |
| 2000-2005 | Luis Hierro López                      | Colorado        |
| 2005-2010 | Rodolfo Nin Novoa                      | Front Ampli     |
| 2010-2015 | Danilo Astori                          | Front Ampli     |
| 2015-2017 | Raúl Fernando Sendic                   | Front Ampli     |
| 2017-2020 | Lucía Topolansky                       | Front Ampli     |
| 2020-     | Beatriz Argimón                        | Partit Nacional |